# Ben Gibbard

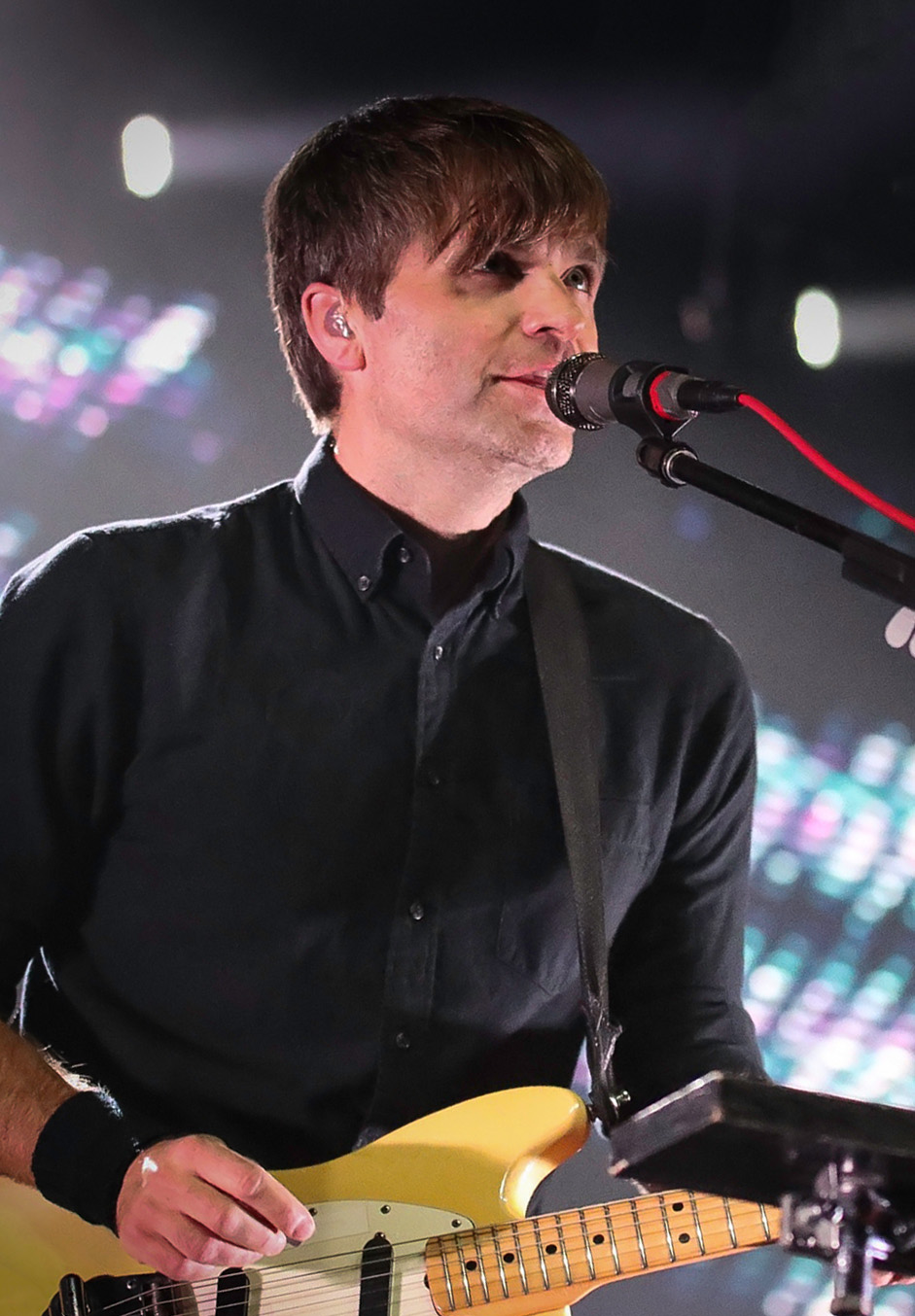
Ben Gibbard (2018)

Benjamin „Ben“ Gibbard (* 11. August 1976 in Bremerton, Washington) ist ein US-amerikanischer Sänger und Gitarrist. Er wurde bekannt als Leadsänger der Indie-Rock-Band Death Cab for Cutie und The Postal Service.

## Leben
Gibbard wurde in Bremerton, Washington geboren. Sein Vater war in der United States Navy und die Familie zog durch das Land, bevor sie in den Staat Washington zurückkehrten. Gibbard verbrachte seine prägenden Jahre dort während der Zeit des Grunge. Er absolvierte 1994 die Olympic High School. Später zog er nach Bellingham und absolvierte ein Studium der Umweltchemie an der Western Washington University. Er wurde römisch-katholisch erzogen und bezeichnete sich selbst als „diesen indoktrinierten Katholiken, obwohl ich seit 10 oder 15 Jahren nicht mehr freiwillig in der Kirche war“.
Er spielte in der Popgruppe Pinwheel und traf bei einem Konzert Chris Walla, den späteren Gitarristen von Death Cab for Cutie. Anfang 1999 begann er sein Soloprojekt als ¡All-Time Quarterback!.
Ben Gibbard unterstützt die Organisationen Planned Parenthood und People for the Ethical Treatment of Animals (PETA) sowie die von Neil Young gegründete Bridge School.
Berichten stoppte er 2008 seinen Alkoholkonsum und begann fortan Marathons zu laufen. Er lief 2013 seinen ersten Trail-Ultramarathon und hat seitdem jedes Jahr mehrere absolviert.
Ben Gibbard verlobte sich am 28. Dezember 2008 mit der Schauspielerin Zooey Deschanel. Sie heirateten im September 2009. Im November 2011 wurde ihre Trennung bekannt gegeben. Gibbard heiratete später die Fotografin und Tourmanagerin Rachel Demy am 21. Oktober 2016 in Seattle, Washington.
Am 16. Oktober 2012 brachte er sein Solo-Album Former Lives auf dem Independent-Label Barsuk Records (US) bzw. City Slang (EU) heraus.
Im November 2014 trat Gibbard als Gast auf dem achten Studioalbum Sonic Highways von Foo Fighters auf.
Während der COVID-19-Pandemie streamte Gibbard täglich Konzerte von zu Hause, nachdem er zuvor Shows wegen der Pandemie abgesagt hatte. Gibbard spielte Songs seiner Bands Death Cab für Cutie und The Postal Service sowie von anderen Künstlern wie The Decemberists, Radiohead, New Order und Depeche Mode, während er lokale gemeinnützige Organisationen des Bundesstaates Washington bewarb.

## Diskografie

### Studioalben
| Jahr | Titel Musiklabel                                                                             | Höchstplatzierung, Gesamtwochen, AuszeichnungChartplatzierungen (Jahr, Titel, Musiklabel, Platzierungen, Wochen, Auszeichnungen, Anmerkungen) | Höchstplatzierung, Gesamtwochen, AuszeichnungChartplatzierungen (Jahr, Titel, Musiklabel, Platzierungen, Wochen, Auszeichnungen, Anmerkungen) | Höchstplatzierung, Gesamtwochen, AuszeichnungChartplatzierungen (Jahr, Titel, Musiklabel, Platzierungen, Wochen, Auszeichnungen, Anmerkungen) | Höchstplatzierung, Gesamtwochen, AuszeichnungChartplatzierungen (Jahr, Titel, Musiklabel, Platzierungen, Wochen, Auszeichnungen, Anmerkungen) | Anmerkungen                                                                       |
| Jahr | Titel Musiklabel                                                                             | DE | AT | CH | US | Anmerkungen                                                                       |
| ---- | -------------------------------------------------------------------------------------------- | --- | --- | --- | --- | --------------------------------------------------------------------------------- |
| 2009 | One Fast Move Or I'm Gone Music From Kerouac's Big Sur Atlantic Records (Warner Music Group) | — | — | — | US109 (1 Wo.)US | gemeinsame Veröffentlichung mit Jay Farrar Erstveröffentlichung: 20. Oktober 2009 |
| 2012 | Former Lives City Slang (Rough Trade Records)                                                | — | — | — | US34 (3 Wo.)US | Erstveröffentlichung: 15. Oktober 2012                                            |
| 2017 | Bandwagonesque Atlantic Records (Warner Music Group)                                         | — | — | — | — | Erstveröffentlichung: 28. Juli 2017                                               |

### Pinwheel
- 1996: Pinwheel

### ¡All-Time Quarterback!
- 1999: ¡All-Time Quarterback!
- 1999: The Envelope Sessions
- 2002: ¡All-Time Quarterback!

### Solo EPs
- 2003: Home Volume V (mit Andrew Kenny)
- 2020: Life in Quarantine
- 2020: Proxima B / Filler